# Pierre Jaquet-Droz

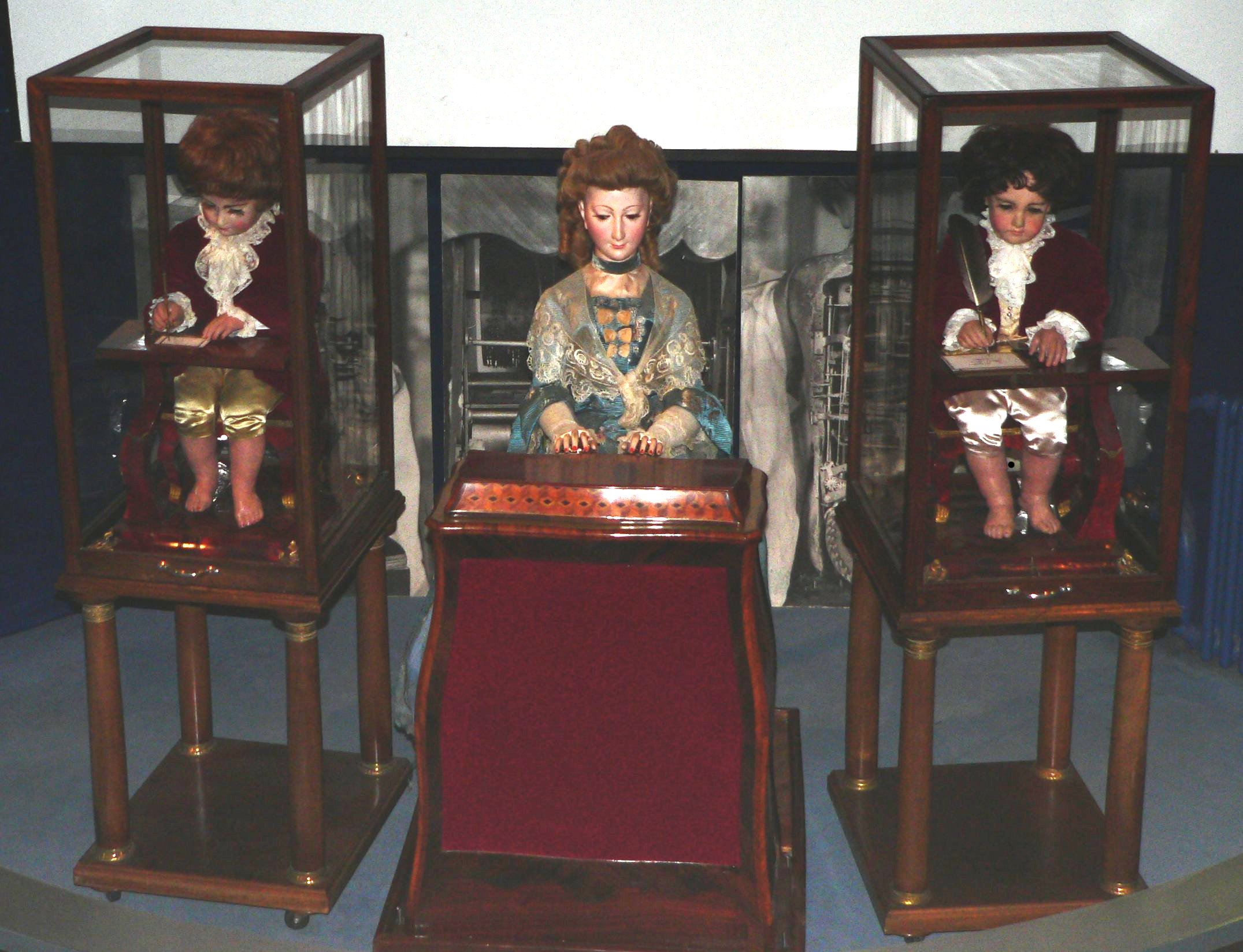
Pierre Jaquet-Droz automater (androider).

Pierre Jaquet-Droz, född 28 juli 1721 i La Chaux-de-Fonds, död 28 november 1790 i Biel, var en schweizisk urmakare.
Pierres far var bonde och urmakare. Pierre studerade i Basel. Från 1740 koncentrerade han sig på urmakeri och gifte sig år 1750 med Anne-Marie Sandoz. Pierre var far till urmakaren Henri-Louis Jaquet-Droz.
Droz var en av de första som tillverkade ett ur med s.k. kompenserad pendel (pendelur), sammansatt av metaller med olika värmeutvidgningskoefficient, så ordnade, att pendellängden vid olika temperaturer förblir densamma och urets gång följaktligen förblir oberoende av temperaturväxlingar. Droz var dessutom känd som en mästare i tillverkningen av konstfulla automatfigurer (se android). Droz tillskrivs även uppfinningen av speldosan.